# Pseudochlamydonellidae
Famille
Les Pseudochlamydonellidae sont une famille de Ciliés de la classe des Cyrtophoria et de l’ordre des Cyrtophorida.

## Étymologie
Le nom de la famille vient du genre type Pseudochlamydonella, composé de pseudo-, faux, et chlamydonella, par allusion au genre Chlamydonella de la famille des Lynchellidae.

## Description
Buitkamp, Song et Wilbert font la diagnose suivante de cette famille : 

« Ciliés hypostomiens,, leurs cils situés en position ventrale se composent de dikinètes, et sont réduits dorsalement à une brosse dorsale. Les kinètes prébuccaux et péribuccaux sont absents. Macronoyau homogène, non divisé en moitiés distinctes. Appareil piège de type Chilodonella. Corps largement ovale, ventralement plat, dorsalement légèrement incurvé. »

Foissner décrit ainsi cette famille et son genre type : 

« Très petit Cyrtolophosidida, à ouverture buccale dans le tiers moyen de la cellule. Organelle paroral d'une rangée ininterrompue de cils. Pas de pseudo-membrane postorale le long de la marge buccale gauche. Côté droit entièrement cilié, côté gauche incomplètement. Division libre.
Genre type : Pseudochlamydonella Buitkamp, Song et Wilbert, 1989 (fig. 80k, 89g, 90d). Très petit, avec ouverture buccale dans le tiers moyen du côté, gauche. Côté droit avec plusieurs cinéties arquées. Cytopharynx bien visible superficiel s'étendant sur la face dorsale.

Espèce type : Pseudochlamydonella rheophila Buitkamp, Song et Wilbert, 1989. »

## Habitat
Pseudochlamydonella rheophila est sténothermique (tolérance étroite aux variations de température) dans un milieu aquatique froid, similaire aux espèces compagnes Gastronauta clatratus Deroux (famille des Gastronautidae) et Chlamydonella pseudochilodon Deroux (famille des Lynchellidae). 
L'espèce est notamment présente dans les cours d'eau forestiers de la forêt de Kottenforst (en) (aux environs de Bonn, Allemagne) dont l'amplitude thermique annuelle n'est que de 11 °C, les températures s'échelonnant entre 4 et 15 °C.

## Liste des genres
Selon GBIF (11 décembre 2022) :
- Hackenbergia Foissner, 1997
- Pseudochlamydonella Buitkamp, Song & Wilbert, 1989

## Systématique
La famille des Pseudochlamydonellidae a été créée en 1989 par Ulrich Buitkamp (d), Weibo Song (d) et Norbert Wilbert (d).

## Publication originale
(de) U. Buitkamp, W. Song et N. Wilbert, 1989, « Ein neuer hypostomer Ciliat, Pseudochlamydonellarheophila sp. n. (Pseudochlamydonellidae fam. nov., Pseudochlamydonella gen. n.) im Aufwuchs eines Baches ». Acta Protozoologica, vol. 28, n. 1, p. 69-75  (ISSN 0065-1583 et 1689-0027) : lire en ligne [PDF].